# Martin Gruša

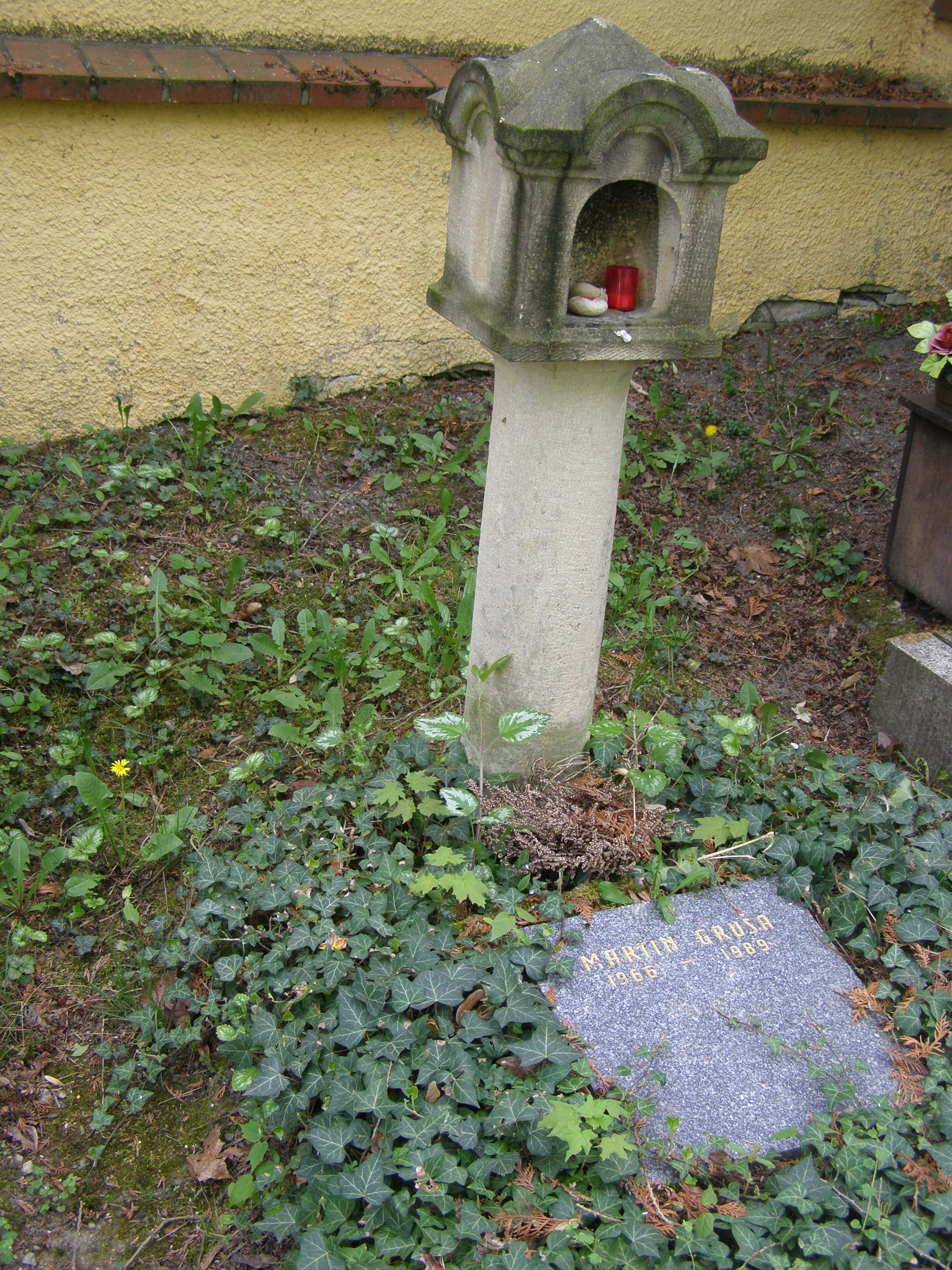
Hrob na hřbitově v Praze na Malvazinkách

Martin Gruša (někdy též nesprávně Grůša , leden 1966 – 11. června 1989) byl český hudebník a fotograf, signatář Charty 77 a manifestu hnutí České děti.

## Život
Narodil se v lednu 1966 jako syn germanisty a básníka, disidenta Jiřího Gruši a jeho ženy Anny, dcery prof. Eduarda Goldstückera.
Působil jako baskytarista, zejména společně s Karlem Malíkem v hudebních skupinách, např. Frou Frou, Babalet, Festival, Národní třída, Velvet Revival, či Echt! jejíž název pomohl vymyslet .
Martin Gruša zemřel náhle v roce 1989 v pouhých 23 letech na následky diabetu (hypoglykemické kóma). Byl pochován na Malvazinském hřbitově v Praze-Smíchově.
Jeho sestrou je Milena Jabůrková (narozena 19. srpna 1962).